# Filipa de Dreux
Filipa de Dreux (n. 1192–d. 1242) a fost fiică a contelui Robert al II-lea de Dreux cu cea de a doua sa soție Iolanda de Coucy.
În 1219, Filipa s-a căsătorit cu Henric, fiul contelui Teobald I de Bar. Ea a născut următorii copii:
- Margareta (n. 1220–d. 1275), căsătorită în 1240 cu contele Henric al V-lea de Luxemburg
- Teobald (n. cca. 1221-1291), succesor în comitatul de Bar
- Henric (d. 1249)
- Ioana (n. 1225–d. 1299), căsătorită cu Frederic de Blamont (d. 1255)
- Reginald (d. 1271)
- Erard (d. 1335)
- Isabela (d. 1320)